# Walter Geisler (Geograph)
Walter Geisler (* 15. Mai 1891 in Dessau; † 20. September 1945 in Teupitz) war ein deutscher Geograph und Raumplaner.

## Leben
Nach dem Abitur an einem Dessauer Gymnasium studierte Geisler, Sohn eines Werk- und Schlossermeisters, an der Eberhard Karls Universität Tübingen, der Ludwig-Maximilians-Universität München, der Universität Leipzig, der Universität Zürich und der Friedrichs-Universität Halle Geographie, Germanistik und Geschichte. Er war Mitglied der Studentenverbindung ATV Arminia zu Tübingen im ATB. Da er aus gesundheitlichen Gründen nicht für Kampfeinsätze tauglich war, wurde er während des Ersten Weltkrieges als nur für den Arbeitsdienst verwendungsfähig eingestuft. Er konnte daher auch als Lehrer tätig sein. Aus diesem Grund hatte er ferner die Gelegenheit, im Jahr 1917 bei Otto Schlüter an der Friedrichs-Universität Halle promoviert zu werden. In den Folgejahren galten seine Studien schwerpunktmäßig der Weichsel, und er veröffentlichte die Ergebnisse seiner Forschungsarbeit. Durch diese Arbeiten und durch die Herausgabe seiner Zeitschriftenreihe: Zur Wirtschaftsgeographie des Deutschen Ostens sowie durch die nach 1939 im Auftrag des Reichskommissars für die Festigung deutschen Volkstums  herausgegebenen Publikationen Die wirtschaftlichen Entwicklungsmöglichkeiten in den eingegliederten Ostgebieten des Deutschen Reiches erwarb sich Geisler den Ruf eines Experten für Osteuropa, insbesondere für Schlesien. In der Zwischenzeit habilitierte er sich im Jahr 1920 an der Preußischen Universität zu Greifswald, ließ sich aber bereits zwei Jahre später wieder nach Halle umhabilitieren, wo man ihm anschließend einen Lehrauftrag für Kartenkunde und geographisches Vermessungswesen übertrug. Während dieser Zeit unternahm er 1925–1927 eine umfangreiche Forschungsreise durch Australien und Neuseeland. Daraus entstanden mehrere anerkannte Publikationen über Morphologie, Landschaft, Siedlung, Wirtschaft und Kultur dieser Weltregion. Geisler galt daher als der seinerzeit beste deutsche Kenner dieses Kontinents.
Im Jahr 1929 wechselte er als Ordinarius an die Technische Hochschule Breslau, wo er bis 1936 lehrte. Hier trat er zum 1. Mai 1933 der NSDAP (Mitgliedsnummer 2.669.519) sowie dem Reichskolonialbund, dem Bund Deutscher Osten und dem Reichsluftschutzbund bei. Darüber hinaus übernahm er zwischenzeitlich einen vakanten Lehrstuhl am Herder-Institut Riga, der einzigen privaten deutschen Hochschule jener Zeit, und arbeitete zeitweise für die amerikanische Regierung als Berater für die deutsch-polnische Grenze. Auf Veranlassung des Reichserziehungsministeriums und gegen die ausdrücklichen Vorbehalte des amtierenden Aachener Rektors Otto Gruber wurde der überzeugte Nationalsozialist Geisler schließlich im Jahre 1936 als Ordinarius für Geographie an die RWTH Aachen berufen und sollte hier unter anderem die wirtschafts- und grenzpolitischen Themen sowie die Stadtgeographie und wehrwirtschaftliche Fragen behandeln. Hierzu wurde ihm vom amtierenden Aachener Regierungspräsidenten Franz Vogelsang eine Beihilfe in Höhe von 1.200 Reichsmark gewährt, womit Geisler das fünfbändige Werk „Zur Wirtschaftsgeographie des Deutschen Westens“ erstellte.
Schließlich wurde Geisler im Jahr 1941 in gleicher Funktion an die neu gegründete Reichsuniversität Posen berufen, wo er bis kurz vor deren Auflösung als Prorektor bei Kriegsende 1945 lehrte. Geisler leitete in Posen den planungsrelevanten und überregionalen Arbeitskreis „Zentrale Orte“ der Reichsarbeitsgemeinschaft für Raumforschung. Er leitete auch die dortige Hochschularbeitsgemeinschaft für Raumforschung. Bei einem Einsatz des Volkssturms im Berliner Raum wurde Geisler schwer verletzt. Er erlag am 20. September 1945 im Lazarett seinen Verletzungen.

## Werke
- Die Weichsellandschaft von Thorn bis Danzig. Westermann, Braunschweig 1922.
- Die deutsche Stadt. Ein Beitrag zur Morphologie der Kulturlandschaft. Engelhorn, Stuttgart 1925 (online).
- Das Bildnis der Erde; ein Leitfaden und Praktikum der gesamten Kartenwissenschaft. Thamm, Halle (Saale) 1925.
- mit Walter Behrmann, Erich von Drygalski: Australien und Ozeanien in Natur, Kultur und Wirtschaft. Antarktis. Athenaion, Potsdam 1930.
- Australien, Neuseeland und Ozeanien. Zentral, Berlin 1932.
- Oberschlesien-Atlas. Unter Mitarbeit zahlreicher Fachgenossen. Volk und Reich, Berlin 1938.
- Die Häfen Hollands und Flandern. Heimat, Aachen 1940.
- Welche Struktur und welche Gestaltung sollen die zentralen Orte des Ostens und ihre Einzugsgebiete künftig erhalten? (= Struktur und Gestaltung der zentralen Orte des deutschen Ostens: Gemeinschaftswerk im Auftrage der Reichsarbeitsgemeinschaft für Raumforschung. 2). Koehler, Leipzig 1941.